# Сан-Антоніо (Коросаль)
Сан-Антоніо (англ. San Antonio) — поселення на півночі Белізу, в однойменному окрузі Коросаль поруч з адміністративним центром краю.

## Розташування
Сан-Антоніо знаходиться зовсім поруч узбережжя Карибського моря і його затоки-бухти Четумаль, зокрема бухти Коросаль. Місцевість навколо Сан-Антоніо рівнинна, помережена невеличкими річками та болотяними озерцями, найбільша водна артерія протікає в кількох кілометрах на північ — Ріо-Ондо (Río Hondo).

## Населення
Населення за даними на 2010 рік становить 517 осіб. З етнічної точки зору, населення — це суміш, метиси, креоли та майя.
| Рік       | 2010 |
| --------- | ---- |
| Населення | 517  |

## Клімат
Сан-Антоніо розташоване у зоні тропічного мусонного клімату. Середньорічна температура становить +24 °C. Найспекотніший місяць квітень, коли середня температура становить +26 °C. Найхолодніший місяць січень, з середньою температурою +21 °С. Середньорічна кількість опадів становить 3261 міліметрів. Найбільше опадів випадає у жовтні, в середньому 404 мм опадів, найбільш сухий місяць квітень, з 46 мм опадів.